# Бандити (фільм)
«Банди́ти» (англ. «Bandits») — американська кримінальна комедія 2001 року.
Біллі Торнтон і Кейт Бланшетт були номіновані на премію «Золотий глобус» за найкращу чоловічу та жіночу ролі в кінокомедії або мюзиклі, а Кейт Бланшетт була номінована на премію Гільдії кіноакторів за найкращу жіночу роль другого плану.

## Сюжет
Два друга-злочинці — харизматичний Джо та іпохондрик Тері Лі — втікають із в'язниці. На життя їм потрібні гроші й Джо негайно пропонує пограбувати банк за допомогою звичайного олівця-маркера, а легкий грошовий видобуток сприяє здійсненню давньої мрії про спокійне безбідне життя в Мексиці. Через притаманний їм метод роботи, взятого на озброєння злочинцями з випадкової ночівлі в перший же день при втечі з в'язниці, представляє Джо і Террі як «бандитів, що ночують».
Суть методу така — вони проводять ніч у будинку керуючого наміченого ними банку, а вранці вирушають разом з ним на роботу і без жодного пострілу забирають гроші. Пограбувавши таким чином низку банків, вони потрапляють до десятки злочинців, що найбільш розшукуються, у списку ФБР. Але пограбувань злочинцям мало, вони знають, що їхнім слідом йде ФБР. Джо і Террі ночують у репортера телебачення, тим самим заявляючи про свою безкарність та невловимість, дратуючи слідчі органи та поліцію.
Кримінальний дует працює безвідмовно, Джо задумує і просуває заплановане пограбування, а Террі осмислює всі можливі варіанти провалу і з острахом ставить пограбування в розряд найвигіднішої угоди із законом.
Коли до банди приєднується домогосподарка Кейт Вілер, яка втекла від чоловіка, кримінальний дует перетворюється на бандитизм із заручником (як вважає поліція), що ставить Джо і Террі в розряд особливо небезпечних рецидивістів. Але хто Кейт Вілер серед бандитів? На це не можуть відповісти самі Джо і Террі через любовний трикутник, що утворився, і залишають це питання на майбутнє.
Майбутнє бандитів не таке чудове, як малювали собі Джо і Террі, і при з'ясуванні стосунків вони вбивають один одного. Трупи бандитів прямують до моргу, але машина з останками бандитів, потрапляючи в аварію, згоряє.
Наприкінці фільму розкривається справжня історія останньої справи: Гарві використав деякі зі своїх спецефектів, щоб створити враження, ніби Террі та Джо стріляють один в одного. Одягнені як парамедики, Гарві та його дівчина Клер потім вбігають і кладуть викрадені гроші, а також Террі та Джо в мішки для трупів, а Кейт (яка брала участь у плані) відволікає поліцію, вдаючи, що знепритомніла від шоку, побачивши «тіла». ". У машині швидкої допомоги Гарві за допомогою електроніки задуває шини, що призвело до того, що машина швидкої допомоги потрапила на звалище. Під комбінезоном Гарві був одягнений у протипожежний костюм. Він запалив себе і сфальсифікував вибух бомби. Гарві, Клер, Террі та Джо тікають з місця події, що змушує чиновників вважати, що тіла згоріли до невпізнання. Кейт отримує винагороду в 1 мільйон доларів за те, що їх видала.
Возз’єднавшись, Джо, Террі, Гарві та Кейт їдуть до Мексики, щоб здійснити свою мрію. Остання сцена показує, як Гарві та Клер одружуються в Мексиці, а Кейт пристрасно цілує Джо та Террі.

## У ролях
| Актор                  | Роль                 |
| ---------------------- | -------------------- |
| Брюс Вілліс            | Джозеф Блейк         |
| Біллі Боб Торнтон      | Террі Лі Коллінз     |
| Кейт Бланшетт          | Кейт Вілер           |
| Трой Геріті            | Гарві Поллард        |
| Брайан Ф. О'Бірн       | Деріл Міллер         |
| Стейсі Тревіс          | Хлоя Міллер          |
| Боббі Слейтон          | Даррен               |
| Дженьюарі Джонс        | Клер / рожеві чоботи |
| Азура Скай             | Чері                 |
| Пеггі Майлі            | Мілдред Кроненберг   |
| Вільям Конверс-Робертс | Чарльз Вілер         |
| Річард Рілі            | Ларрі Файф           |
| Міколе Меркуріо        | Сара Файф            |
| Скотт Баркхолдер       | поліцейський Вілдвуд |
| Ентоні Берч            | Філ                  |
| Сем Левінсон           | Біллі Сондерс        |
| Скаут Лару Вілліс      | Моніка Міллер        |
| Таллула Белль Вілліс   | Еріка Міллер         |
| Джон Еванс             | Ральф                |